# Wake Up Dead Man
Wake Up Dead Man: A Knives Out Mystery ou simplesmente Wake Up Dead Man, é um próximo filme de mistério americano, escrito e dirigido por Rian Johnson. É uma sequência independente de "Glass Onion: A Knives Out Mystery" (2022) e o terceiro filme da série Knives Out. Estrelado por Daniel Craig, que retorna ao papel do Detetive Benoit Blanc. O elenco também inclui Josh O'Connor, Glenn Close, Josh Brolin, Mila Kunis, Jeremy Renner, Kerry Washington, Andrew Scott, Cailee Spaeny, Daryl McCormack e Thomas Haden Church.
Wake Up Dead Man: A Knives Out Mystery será lançado em 12 de dezembro de 2025 na Netflix.

## Elenco
- Daniel Craig como Benoit Blanc, um detetive particular/investigador
- Josh O'Connor como Reverendo Jud Duplenticy, um padre
- Glenn Close como Martha Delacroix
- Josh Brolin como Msgr. Jefferson Wicks, um padre
- Mila Kunis como Geraldine Scott, uma chefe de polícia
- Jeremy Renner como Dr. Nat Sharp
- Kerry Washington como Vera Draven
- Andrew Scott como Lee Ross
- Cailee Spaeny como Simone Vivane
- Daryl McCormack como Cy Draven
- Thomas Haden Church como Samson Holt

## Produção

### Desenvolvimento
Antes do lançamento de Knives Out (2019), Rian Johnson disse que gostaria de criar sequências com o Detetive Benoit Blanc investigando novos mistérios e já tinha uma ideia para um novo filme. Em 31 de março de 2021, foi relatado que a Netflix comprou os direitos de duas sequências de Knives Out por mais de 400 milhões de dólares.

### Roteiro
Em junho de 2022, Johnson revelou que "Knives Out 3" era um título provisório, com a intenção de que cada filme tenha um título distinto, citando as obras de Agatha Christie como sua inspiração para os filmes e os títulos individuais. Em novembro de 2022, Johnson disse que estava se preparando para começar a escrever o terceiro filme.. Em janeiro de 2023, Johnson confirmou que havia começado a escrever o roteiro para o terceiro filme, afirmando que ele será tonal e tematicamente diferente das produções anteriores. Johnson mais tarde afirmou que, embora tenha aprovado o subtítulo "A Knives Out Mystery" para o filme anterior, gostaria de renomear a série e adicionar "A Benoit Blanc Mystery" como subtítulo para os próximos lançamentos..
Em outubro de 2023, após a resolução da greve da Writers Guild of America de 2023, Johnson anunciou que havia começado a trabalhar no roteiro do terceiro filme. O cineasta declarou que tinha a premissa planejada e estava pronto para começar a escrever novamente.

### Elenco
Daniel Craig era esperado que retornasse ao seu papel ainda no início do desenvolvimento; ele manifestou interesse em retornar desde o início do desenvolvimento do projeto. Craig recebeu 100 milhões de dólares pela sua participação nas duas sequências de Knives Out. Em Maio de 2024, Josh O'Connor, Cailee Spaeny, Andrew Scott, Kerry Washington, Glenn Close, Jeremy Renner, Mila Kunis, e Daryl McCormack juntou-se ao elenco. no mês seguinte, Josh Brolin e Thomas Haden Church se juntaram ao elenco.

### Filmagens
Assim como nos dois filmes anteriores, Steve Yedlin e Nathan Johnson retornaram, respectivamente, como diretor de fotografia e compositor. A filmagem principal começou em 10 de junho de 2024, em Londres. Em 19 de junho de 2024, Close revelou que foi "muito afetada" tanto pela COVID-19 quanto pelo vírus sincicial respiratório (VSR), o que também resultou em sua participação em apenas dois dias de filmagem até aquele momento. As filmagens foram concluídas em 17 de agosto.

## Lançamento
Wake Up Dead Man: A Knives Out Mystery foi confirmado para ser lançado em 12 de dezembro 2025 na Netflix.

## Futuro
Em setembro de 2022, Johnson confirmou sua intenção de fazer mais filmes na série. Mais tarde naquele mês, Craig e Johnson disseram separadamente que continuariam fazendo mais filmes, desde que ambos estivessem envolvidos no projeto juntos..